# دهستان چم‌سنگر
چم‌سنگر ، دهستانی است از توابع بخش پاپی شهرستان خرم‌آباد در استان لرستان ایران.

## مردم
ساکنان این دهستان را عمداتاً از ایل پاپی و بخش قابل توجهی باب میوند بختیاری طایفه ماهرویی عبدالوند تشکیل می دهند.

## جمعیت
براساس سرشماری سال ۱۳۸۵ جمعیت آن ۲٬۵۲۰ نفر (۴۵۵ خانوار) بوده‌است.